# Roda

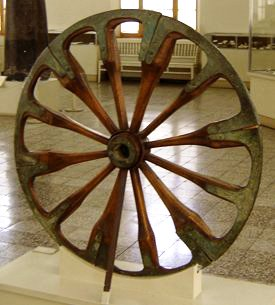
Uma roda

A roda é uma das seis máquinas simples com vastas aplicações no transporte e em máquinas mecânicas, caracterizada pelo movimento rotativo no seu interior. A roda transmite de maneira amplificada para o eixo de rotação qualquer força aplicada na sua borda, reduzindo a transmissão tanto da velocidade quanto da distância que foram aplicadas. Similarmente, a roda transmite de maneira reduzida para a borda qualquer força aplicada no seu eixo de rotação, amplificando a transmissão tanto da velocidade quanto da distância que foram aplicadas. 
Um fator importante para determinar a transmissão de força, velocidade e distância é a relação entre o diâmetro da borda da roda e o diâmetro do eixo.

## História
Evidências de veículos com rodas datam da metade do quarto milênio a.C., quase simultaneamente na Mesopotâmia, no nordeste de Cáucaso (cultura de Maikop) e a Europa Central, então  a pergunta sobre qual cultura inventou originalmente o veículo a roda permanece não resolvida e sob debate.
Uma das mais antigas representações de um veículo possuindo rodas está no pote de Bronocice, um pote de barro de ca. 3500-3350 a.C. escavado no sudeste da Polônia.
Os veículos a roda se espalharam da sua área de origem (Mesopotâmia, Cáucaso, Bálcans, Europa Central) através da Eurásia, chegando no Vale do Indo no terceiro milênio a.C. Durante o segundo milênio a.C., a biga se espalhou em um ritmo acelerado, chegando tanto a China e Escandinávia em 1200 a.C. Na China, a roda certamente esteve presente com a adaptação da biga em ca. 1200 a.C., apesar de Barbieri-Low argumentar a existência de veículos chineses com roda anteriormente, cerca de 2000 a.C..
Apesar de não terem desenvolvido a roda propriamente dita, os Olmecas e outras culturas do hemisfério ocidental parecem ter se aproximado disso, tendo sido encontradas pedras trabalhadas com aspecto de roda em brinquedos de criança datando a cerca de 1500 a.C. Se pensa que o principal obstáculo ao desenvolvimento em larga escala da roda no hemisfério ocidental foi a ausência de grandes animais domesticados que pudessem puxar as carruagens com roda. O mais próximo do gado bovino presente nas Américas no período pré-Colombiano, o bisão-americano, é difícil de domesticar e nunca foi domesticado pelos americanos nativos; várias espécies de cavalos existiram até cerca de 12 000 anos atrás, mas forma extintas, provavelmente por causa de sobre-caça pelos humanos recém-chegados. O único animal grande que foi domesticado no hemisfério ocidental, a lhama, não se espalhou para muito além dos Andes até a chegada de Colombo.
Antiguidades da Núbia usavam a roda para cerâmica e roda de água. Se considera que as rodas de água da Núbia eram movidas por bois. Também se sabe que os núbios usavam bigas puxadas por cavalo importadas do Egito.
A invenção da roda então ocorreu no final do Neolítico, e pode ser vista em conjunção com outros avanços tecnológicos que deram início a Idade do Bronze. Note que isso implica a passagem de vários milênios sem roda mesmo depois da invenção da agricultura e da cerâmica:
- 9500–6500 a.C.: Neolítico acerâmico;
- 6500–4500 a.C.: Neolítico cerâmico (Halaf);
- ca. 4500 a.C.: invenção da roda de oleiro, início da Idade do Cobre  (período de Ubaid);
- 4500–3300 a.C.: Idade do Cobre, primeiros veículos com roda, domesticação do cavalo;
- 3300–2200 a.C.: Idade do Bronze;
- 2200–1550 a.C.: Idade do Bronze, invenção da biga.

Um uso mais amplo da roda foi provavelmente adiado pela necessidade de ruas mais lisas para as rodas serem eficientes. Carregar os bens nas costas teria sido o método preferido de transporte para as superfícies com muitos obstáculos. A falta de desenvolvimento das ruas impediu uma ampla adoção da roda para transporte até o século XX nas áreas menos desenvolvidas.

## Aplicações

### Transporte
O objetivo dela é diminuir a fricção total de arrasto de um objeto entre dois (ou mais) pontos em uma superfície. O objeto sendo transportado, colocado no seu eixo, necessita se arrastar por uma distância menor do que a distância percorrida pela borda da roda em contato com a superfície, porque o eixo sempre reduz a transmissão da distância percorrida pela borda da roda.
É interessante notar que a superfície por onde a borda da roda se desloca deve ser preparada a priori para aumentar a eficiência da roda. A roda não é muito útil para o transporte sem a presença de estradas.
É também interessante notar que embora a roda seja uma maneira eficiente de transporte, as formas de vida usam-na de maneira muito limitada nesse sentido.

### Máquinas
Em máquinas, a roda age principalmente acoplando-se a outras rodas, de modo a transmitir velocidade e torque através do seu típico movimento circular. Exemplos de rodas especializadas usadas em máquinas são a engrenagem e a polia.